# Jordan Staal
Jordan Staal (* 10. září 1988, Thunder Bay, Ontario, Kanada) je kanadský hokejový útočník, hráč klubu NHL Carolina Hurricanes, kde zastává roli kapitána. Vyrůstal na statku, kde pro něho a jeho bratry postavil jeho otec ledové kluziště. Má manželku Heather Dysievick.

## Klubové statistiky
| Sezona  | Klub                    | Soutěž | Základní část | Základní část | Základní část | Základní část | Základní část | Play off | Play off | Play off | Play off | Play off |
| Sezona  | Klub                    | Soutěž | Z             | G             | A             | B !           | TM            | Z        | G        | A        | B        | TM       |
| ------- | ----------------------- | ------ | ------------- | ------------- | ------------- | ------------- | ------------- | -------- | -------- | -------- | -------- | -------- |
| 2006/07 | Pittsburgh Penguins     | NHL    | 81            | 29            | 13            | 42            | 24            | 5        | 3        | 0        | 3        | 2        |
| 2007/08 | Pittsburgh Penguins     | NHL    | 82            | 12            | 16            | 28            | 55            | 20       | 6        | 1        | 7        | 14       |
| 2008/09 | Pittsburgh Penguins (A) | NHL    | 82            | 22            | 27            | 49            | 37            | 24       | 4        | 5        | 9        | 8        |
| 2009/10 | Pittsburgh Penguins (A) | NHL    | 82            | 21            | 28            | 49            | 57            | 11       | 3        | 2        | 5        | 6        |
| 2010/11 | Pittsburgh Penguins (A) | NHL    | 42            | 11            | 19            | 30            | 24            | 7        | 1        | 2        | 3        | 2        |
| 2011/12 | Pittsburgh Penguins (A) | NHL    | 62            | 25            | 25            | 50            | 34            | 6        | 6        | 3        | 9        | 2        |
| 2012/13 | Carolina Hurricanes (A) | NHL    | 48            | 10            | 21            | 31            | 32            | —        | —        | —        | —        | —        |
| 2013/14 | Carolina Hurricanes (A) | NHL    | 82            | 15            | 25            | 40            | 34            | —        | —        | —        | —        | —        |
| 2014/15 | Carolina Hurricanes (A) | NHL    | 46            | 6             | 18            | 24            | 14            | —        | —        | —        | —        | —        |
| 2015/16 | Carolina Hurricanes (A) | NHL    | 82            | 20            | 28            | 48            | 34            | —        | —        | —        | —        | —        |
| 2016/17 | Carolina Hurricanes (A) | NHL    | 75            | 16            | 29            | 45            | 38            | —        | —        | —        | —        | —        |
| 2017/18 | Carolina Hurricanes (C) | NHL    | 79            | 19            | 27            | 46            | 26            | —        | —        | —        | —        | —        |
| 2018/19 | Carolina Hurricanes (A) | NHL    | 50            | 11            | 17            | 28            | 26            | 15       | 4        | 6        | 10       | 8        |
| 2019/20 | Carolina Hurricanes (C) | NHL    | 68            | 8             | 19            | 27            | 40            | 8        | 0        | 0        | 0        | 4        |
| 2020/21 | Carolina Hurricanes (C) | NHL    | 53            | 16            | 22            | 38            | 30            | 11       | 5        | 3        | 8        | 6        |
| 2021/22 | Carolina Hurricanes (C) | NHL    | 78            | 17            | 19            | 36            | 18            | 13       | 1        | 5        | 6        | 2        |
| 2022/23 | Carolina Hurricanes (C) | NHL    | 81            | 17            | 17            | 34            | 32            | 15       | 2        | 6        | 8        | 6        |
| 2023/24 | Carolina Hurricanes (C) | NHL    | 80            | 10            | 20            | 30            | 44            | 11       | 1        | 1        | 2        | 4        |
| Celkem  | Celkem                  | NHL    | 1253          | 285           | 390           | 675           | 599           | 147      | 36       | 34       | 70       | 64       |